# 帕维亚之战

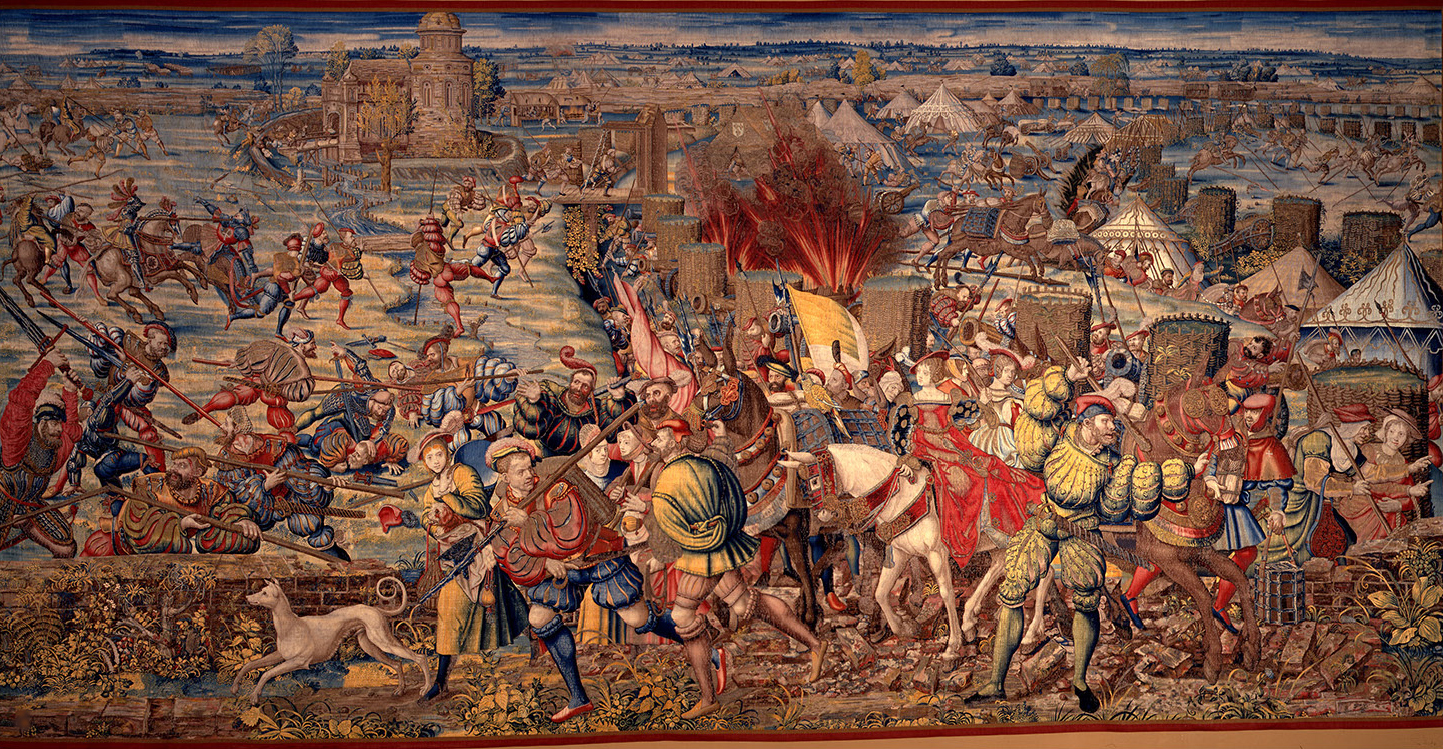
1525年的帕维亚之战，西班牙大敗法國，接替為西歐的第一強權

帕维亚之战（西班牙語：Batalla de Pavía）发生于1525年2月24日，是第六次義大利戰爭一场决定性的战役。在此战中，法国王室统帅波旁公爵夏爾三世·德·波旁因与法国国王的家族矛盾，愤而出卖国家，投奔查理五世，率领部分法国军队及一支哈布斯堡王朝军队在帕维亚城下袭击由弗朗索瓦一世亲自带领的法国军队，法军被各个击破后大败，弗朗索瓦被夏尔三世俘虏后转交给查理五世，查理五世将他囚禁在马德里，而最终两国签署馬德里條約，迫使弗朗索瓦一世為了取得自由，不惜割讓勃艮地（給查理）、布列塔尼（給英王亨利八世）等領土。但弗朗索瓦一世一回到法國，就宣布撕毀條約，不但拒絕割讓土地給查理和英國，還繼續出兵和查理作戰。
西班牙在帕维亚中大敗法國，使很多義大利及德意志人感到意外，令人擔心查理五世將會繼續擴張勢力。很快地，教宗克萊孟七世倒戈支持法國及義大利一些重要城邦，以上帝的名義宣布，弗朗索瓦一世與查理五世所簽訂的割地條約無效；克萊孟七世還主動參與針對哈布斯堡帝國的科涅克同盟戰爭（1526-1529年）。
查理五世因此勃然大怒，加上查理漸漸厭倦克萊孟七世教宗干預他認為與宗教毫無關係的事務，波旁公爵夏尔三世率领军队攻打罗马，在1527年攻陷羅馬，使教宗蒙羞。結果，以後克萊孟七世與繼任的教宗在與世俗勢力交往時，都顯得加倍謹慎，不敢違背西班牙國王。1529年法國在蘭德里亞諾戰役被西班牙再次擊敗，正式放棄米蘭予西班牙；教宗更與查理簽署巴塞隆那和約，結束科涅克同盟戰爭並建立更和諧關係。西班牙正式成為天主教的保護者，而查理被教宗加冕為意大利國王（倫巴第）。